# Will Carling
William David Charles Carling (Bradford on Avon, 12 dicembre 1965) è un ex rugbista a 15 e commentatore sportivo britannico, nazionale inglese, seconda linea degli Harlequins dal 1988 al 2000 e 59 volte capitano della Nazionale.
Tra i più famosi rugbisti inglesi ad avere vissuto il passaggio dal dilettantismo al professionismo, Carling guidò l'Inghilterra attraverso due Coppe del Mondo e 10 edizioni consecutive del Cinque Nazioni, per un totale di 72 incontri internazionali (12 le mete segnate), più uno con la maglia dei British Lions. Spirito polemico, fu allontanato dalla Nazionale nel 1995 dopo una diatriba con i vertici federali per esservi poi riammesso poco dopo dietro pressione dell'opinione pubblica; ritiratosi dal rugby nel 1998, accettò di rientrare un anno dopo e disputare un'ulteriore stagione al fine di guidare gli Harlequins in Europa.

## Biografia
Will Carling è nato a Bradford on Avon, Wiltshire. Suo padre Bill Carling era un tenente militare, con un passato da rugbista tra le file di Bath e Cardiff. Dopo gli studi superiori a Sedbergh in Cumbria, Carling frequentò l'Università di Durham dalla quale uscì con il dottorato in psicologia. Subito dopo si arruolò nell'esercito britannico dove servì con il grado di sottotenente nel Reale reggimento di fanteria del Galles. Iniziò a giocare a rugby ai tempi del liceo giocando nel Rosslyn Park per poi passare agli Harlequins nel febbraio 1987. Nonostante la natura, alla fine degli anni ottanta, ancora dilettantistica del gioco, Carling si congedò dall'esercito per impiegarsi nel reparto vendite di una compagnia petrolifera, al fine di potersi dedicare all'attività sportiva; nel 1988, infatti, anno del suo abbandono della carriera militare, Carling aveva già esordito in Nazionale inglese, nel Cinque Nazioni di quell'anno. Sempre nel 1988 aveva guidato i Quins alla vittoria della Coppa Anglo-Gallese segnando due mete nella finale contro il Bristol.
Quasi subito divenne capitano della squadra, a soli 22 anni (il più giovane capitano inglese) e ne fu praticamente titolare fisso per nove anni: dal 1988 al 1997 non saltò una singola gara del Cinque Nazioni, vincendone cinque edizioni di cui tre consecutive (1991, 1992, 1995, 1996 e 1997), tutte con il Triple Crown (vittoria sulle altre tre Nazionali delle Isole Britanniche) e realizzando in tre occasioni anche il Grande Slam (1991, 1992 e 1995). Nonostante le critiche rivolte alla Nazionale capitanata da Carling per il suo gioco difensivo e speculativo, paradossalmente fu proprio quando cambiò tattica per adottare una strategia più offensiva, nella finale della Coppa del Mondo 1991, che incorse in una sconfitta da parte dell'Australia, che a Twickenham si impose per 12-6; tuttavia fu proprio nel decennio di Carling che l'Inghilterra prese a battere con sistematicità le potenze del Tri Nations, cosa questa che diede un nuovo impulso alla diffusione del rugby inglese. Nel 1993 Carling fu chiamato dai British Lions per il loro tour in Oceania: l'unico test cui prese parte fu quello contro gli All Blacks. Carling divenne il primo capitano inglese a guidare la sua Nazionale alla vittoria contro tutte le maggiori potenze dell'emisfero australe, ovvero Sudafrica, Nuova Zelanda, Argentina e Australia.
Alla vigilia della Coppa del Mondo di rugby 1995, l'ambiente fu scosso da un'affermazione di Carling nei confronti del comitato esecutivo della Rugby Football Union, da lui definito «un gruppo di 57 vecchi tromboni» (traduzione della frase originale «57 old farts»). La polemica, nata in seno al dibattito sulla trasformazione del gioco da dilettantistico a professionistico, fu originata dalla dichiarazione di un consigliere della RFU, Dudley Wood, il quale aveva fatto alcune considerazioni su una supposta volontà dei rugbisti inglesi di tradire l'etica del gioco. A Carling fu tolta la fascia di capitano (che venne data temporaneamente a Rob Andrew), ma poche settimane più tardi, dietro la sollevazione dell'opinione pubblica e previa presentazione di scuse formali da parte del giocatore, la questione fu ricomposta. L'Inghilterra arrivò fino alle semifinali di quella Coppa del Mondo perdendo contro la Nuova Zelanda con Carling che segnò due mete durante la partita.
Nell'estate del 1995, con l'avvento del professionismo, firmò con gli Harlequins un contratto record da 100.000 sterline all'anno. Nel 1997 giunse il ritiro dall'attività internazionale, dopo 72 incontri disputati con la maglia della Nazionale inglese (di cui 59 da capitano), 40 dei quali nel Cinque Nazioni e 11 nella Coppa del Mondo. Proprio il Cinque Nazioni fu l'inizio e la fine della carriera internazionale di Carling: in quello del 1988 Carling esordì nell'incontro di apertura contro la Francia, in quello del 1997 disputò la sua ultima partita in Nazionale, nell'incontro di chiusura contro il Galles. Un anno più tardi, nel gennaio 1998, arrivò anche il ritiro dall'attività agonistica ma, appena 13 mesi dopo, i dirigenti degli Harlequins proposero a Carling di tornare in rosa, sia pure da riserva, per aiutare la squadra in Heineken Cup.
Il giocatore accettò la proposta, e fu anche schierato in Europa in alcune occasioni.
Nell'aprile del 2000, comunque, a causa di un infortunio alla spalla, Carling chiuse definitivamente con il rugby giocato all'età di 34 anni. In totale coi Quins giocò 177 partite di Premiership segnando 33 mete, 11 calci di punizione e 35 calci di trasformazione.
Da allora Will Carling si è occupato della sua azienda di counseling, attività che alterna a quella di commentatore sportivo ed editorialista sulla carta stampata. Carling è sposato con la sua seconda moglie Lisa, la coppia ha due figli, e la famiglia vive nell'Hampshire. Ha un figlio maggiore avuto dall'ex compagna Ali Cockayne. Carling era stato precedentemente sposato anche con la presentatrice televisiva Julia Carling. Durante la sua carriera Carling divenne un personaggio sportivo molto famoso in Inghilterra tanto che apparve sulla copertina delle riviste GQ e Esquire e come ospite in diversi programmi televisivi. Tra i rumour che hanno accompagnato il passato di Carling, anche quello di avere avuto una relazione, a metà degli anni novanta, con la principessa Diana. Nel 1991 Carling fu insignito dell'onorificenza di Ufficiale dell'Ordine dell'Impero Britannico (OBE).

## Palmarès
- Coppe Anglo-Gallesi: 2

Harlequins: 1987-88, 1990-91
- Cinque Nazioni: 5

Inghilterra: 1991, 1992, 1995, 1996, 1997